# MuPAD
MuPAD（ミューバッド）とは、ドイツのPaderborn大学で開発された数式処理システムである。販売元のSciFace等よりダウンロードで入手することができ、Windows、Linux、MacOS、Solaris などのプラットフォームで動作する。

数式処理以外に、充実した2次元および3次元のグラフィック表示や、数値計算なども行うことができる。
現在は商用のシステムのみであるが、以前はバージョンによっては学生、教育関係者、非営利での個人などが無料で利用できた。ほとんどのバージョンは、英語またはドイツ語版でのみであるが、2004年6月よりSciFaceの国内販売代理店ライトストーンより日本語版を入手できるようになった。
なお、MuPADは、Multi Processing Algebra Data Toolの略である。
2008年10月現在（正式な日付わかりません）MathWorks社が買い取ったため,MuPADとしての単独製品はなくなり,Matlab上のtoolboxのひとつSymbolic Math Toolboxとなった模様. ただ，サポートはMathWorks社で受け付けているとのこと．

## 参考図書
日本語での参考図書は極めて少ない。
- 『はじめてのMuPAD　MuPAD Pro2.0 for Windows』（赤間世紀 著、ISBN 4431709460)
- 『MuPADで学ぶ基礎数学』（赤間世紀, 山口喜博 著、ISBN 4621074652）
- 『基礎からのMuPAD―安価で人気の「数式処理システム」を使いこなす!』（生越 茂樹 著、ISBN 4777510840）

## 外部サイト
- 関連サイト
  - Paderborn大学
  - SciFace
  - ライトストーン

- MuPAD解説サイト
  - MuPAD
  - Documents on MuPAD
  - Docky's home page
  - 高校生のためのMuPAD
  - MuPADの研究
  - Try MuPAD ! - ウェイバックマシン（2015年10月24日アーカイブ分）
  - Mupad room